# Balvagn

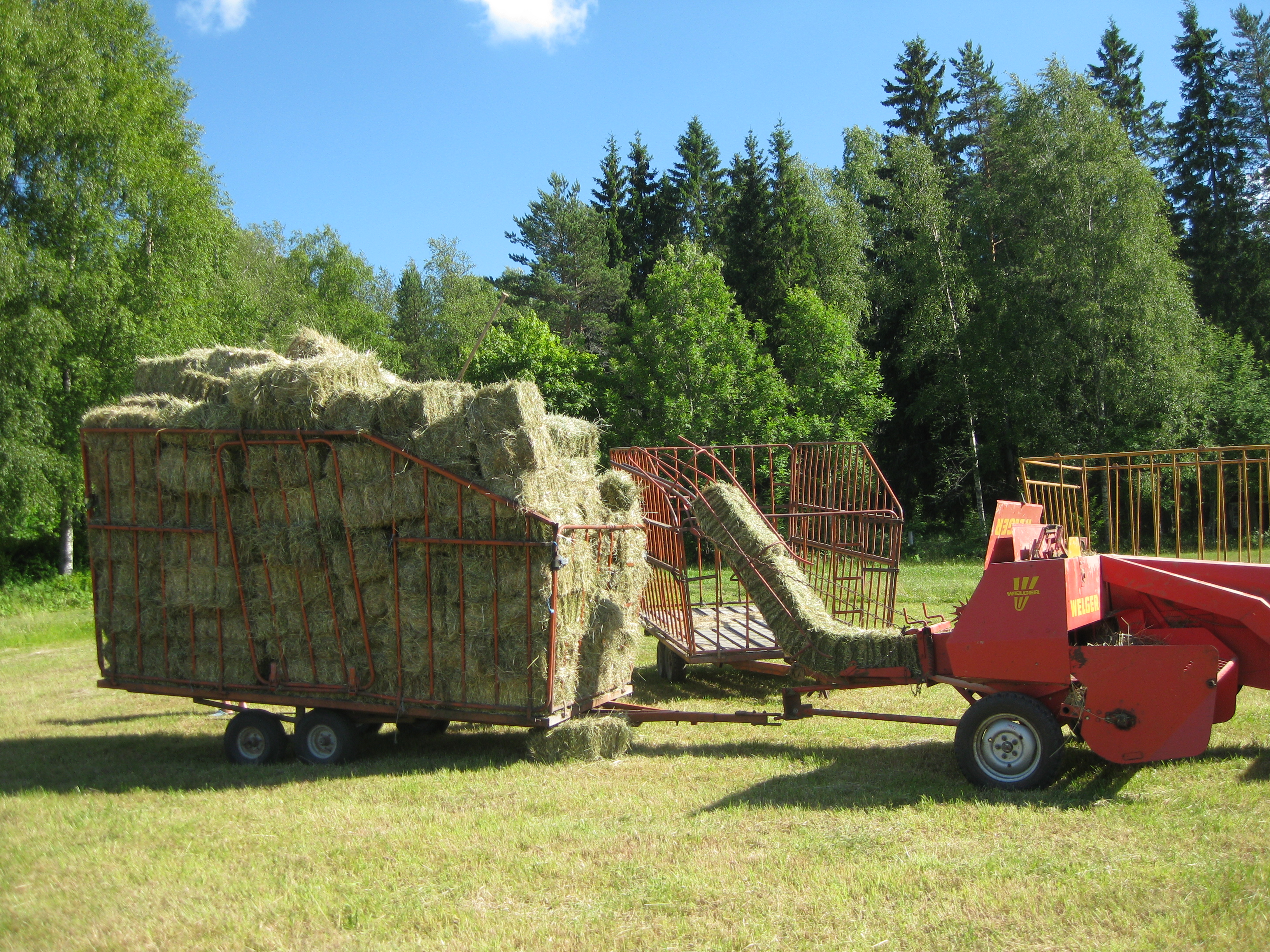
En klassisk svensk balvagn lastad med hårdpressade höbalar

En balvagn är en släpvagn för transport av balar, till exempel hö- eller halmbalar. Den byggs med lågt golv av trä och höga sidor av glest rörverk, och kopplas efter en balpress när man lastar balarna, för transport till gården är de kopplade direkt efter en traktor. Balarna levereras upp på vagnen från balpressen endera via en balbana där en person måste ta emot balarna och stapla dem rätt eller en balkastare som slungar balen till valfri del av vagnen (dock blir de inte staplade). De finns både som kärra och vagn, och kallas vardagligt för apbur. Det finns även självlastande balvagnar som tar upp balarna från marken.

## Rundbalsvagn
I takt med att rundbalar har tagit över vallfoderhanteringen från småbalar (lös- och hårdpressade) har behovet uppkommit att transportera dessa på annat sätt än med vanliga tippkärror (som lastar tung last men liten volym). Speciella vagnar (eller kärror) för detta har konstruerats, från enkla transportvagnar som måste ha en annan maskin (till exempel traktor med frontlastare) för på- och avlastning till helt självlastande och självavlastande vagnar som bara kan användas för rundballstransport (de har en öppen glidbana, inget riktigt flak). Även begagnade lastbilssläp med öppet flak används till att transportera rundbalar (eller stora fyrkantsbalar), dragna av vanliga jordbrukstraktorer.